# Hector Caron
Pour les articles homonymes, voir Caron.
Hector Nicolas Caron, né le 31 août 1862 à Saint-Léon et mort le 9 avril 1937 à Québec, est un homme politique québécois.

## Biographie
Fils de George Caron, il est né à Saint-Léon.
Il a été le député du Parti libéral du Québec de Maskinongé de 1892 à 1903.

## Liens
- Ressource relative à la vie publique :   - Assemblée nationale du Québec